# Gaferut
Gaferut (auch Grimesinsel genannt) ist eine unbewohnte Insel in den Föderierten Staaten von Mikronesien. Sie liegt im Norden des mikronesischen Bundesstaats Yap.

## Geographie
Gaferut ist eine längliche Koralleninsel, die von einem dichten Korallenriff umfasst wird. Das die Insel umgebende Riff ist rund einen Quadratkilometer groß, die Insel Gaferut nimmt hiervon nur 0,13 km² in Anspruch.
Gaferut ist unbewohnt. Zuletzt wurden 1970 zur Volkszählung 53 Einwohner nachgewiesen.
Gaferut gehört verwaltungsmäßig zur Gemeinde Faraulep, mit Sitz auf dem gleichnamigen Atoll etwa 100 km im Südwesten.